# Фресин
Фресин (фр. Fraissines) насеље је и општина у јужној Француској у региону Миди Пирене, у департману Тарн која припада префектури Алби.
По подацима из 2011. године у општини је живело 94 становника, а густина насељености је износила 14,83 становника/km². Општина се простире на површини од 6,34 km². Налази се на средњој надморској висини од 551 метар (максималној 552 m, а минималној 205 m).

## Демографија
| 1962. | 1968. | 1975. | 1982. | 1990. | 1999. | 2011. |
| ----- | ----- | ----- | ----- | ----- | ----- | ----- |
| 65    | 104   | 90    | 82    | 92    | 97    | 94    |

График промене броја становника у току последњих година